# توک‌لو (بسنی)
توک‌لو {{ترکی|Toklu) (به کردی: Birîşme) یک منطقهٔ مسکونی در ترکیه است که در بسنی واقع شده‌است.